# HLA-DMA
Antígeno de histocompatibilidade HLA classe II, cadeia alfa do DM, é uma proteína que em humanos é codificada pelo gene HLA-DMA.
O HLA-DMA pertence aos parálogos da cadeia alfa HLA de classe II. Esta molécula de classe II é um heterodímero que consiste em uma cadeia alfa (DMA) e uma beta (DMB), ambas ancoradas na membrana. Ele está localizado em vesículas intracelulares. O DM desempenha um papel central no carregamento de peptídeos de moléculas de MHC de classe II, ajudando a liberar a molécula CLIP do local de ligação do peptídeo. As moléculas de classe II são expressas em células apresentadoras de antígenos (APC: linfócitos B, células dendríticas, macrófagos). A cadeia alfa tem aproximadamente 33-35 kDa e seu gene contém 5  exões. O exão um codifica o péptido líder, os exões 2 e 3 codificam os dois domínios extracelulares, o exão 4 codifica o domínio transmembranar e a cauda citoplasmática.